# Frank W. Burke
Frank Welsh Burke, född 1 juni 1920 i Louisville, Kentucky, död där 29 juni 2007, var en amerikansk demokratisk politiker. Han var ledamot av USA:s representanthus 1959–1963 och Louisvilles borgmästare 1969–1973.
Burke studerade vid University of Southern California, Xavier University och University of Louisville. Han deltog i andra världskriget i USA:s armé och arbetade sedan som advokat i Kentucky.
Burke efterträdde 1959 John M. Robsion, Jr. som kongressledamot och efterträddes 1963 av Gene Snyder. År 1969 efterträdde han Kenneth A. Schmied som Louisvilles borgmästare och efterträddes 1973 av Harvey I. Sloane. Burke var delegat till demokraternas konvent inför presidentvalet i USA 1972.